# Campionato Baiano 2024
Il Campionato Baiano 2024 è stata la 120ª edizione della massima serie del campionato Baiano. La stagione è iniziata il 14 gennaio 2024 e si è conclusa il 7 aprile 2024.

## Stagione

### Novità
Al termine della stagione 2023, sono retrocesse in Segunda Divisão il Jacobinense e il Doce Mel. Dalla seconda divisione, invece, sono state promosse il Jequié e il Jacobina.

### Formato
Le dieci squadre si affrontano dapprima in una prima fase, consistente in un girone da dieci squadre. Le prime quattro classificate di tale girone, accederanno alla seconda fase che decreterà la vincitrice del campionato. Le ultime due classificate, retrocedono in Segunda Divisão.
La formazione vincitrice, potrà partecipare alla Série D 2025, alla Coppa del Brasile 2025 e alla Copa do Nordeste 2025. La seconda classificata, alla Série D e alla Coppa del Brasile. La squadra terza classificata, solo alla Série D. Nel caso le prime tre classificate siano già qualificate alle serie superiori, l'accesso alla quarta serie andrà a scalare.

## Squadre partecipanti
| Squadra                | Allenatore           |
| ---------------------- | -------------------- |
| Atlético de Alagoinhas | Thiago Santa Bárbara |
| Bahia                  | Rogério Ceni         |
| Bahia de Feira         | Nasareno Silva       |
| Barcelona-BA           | Betinho              |
| Itabuna                | Evandro Guimarães    |
| Jacobina               | Augusto Fassina      |
| Jacuipense             | Jonilson Veloso      |
| Jequié                 | Gabardo Júnior       |
| Juazeirense            | Carlos Rabello       |
| Vitória                | Léo Condé            |

## Risultati

### Prima fase
|  | Pos. | Squadra                | Pt | G | V | N | P | GF | GS | DR  |
|  | ---- | ---------------------- | -- | - | - | - | - | -- | -- | --- |
|  | 1.   | Bahia                  | 19 | 9 | 6 | 1 | 2 | 23 | 8  | +15 |
|  | 2.   | Vitória                | 19 | 9 | 6 | 1 | 2 | 14 | 5  | +9  |
|  | 3.   | Barcelona-BA           | 16 | 9 | 5 | 1 | 3 | 7  | 5  | +2  |
|  | 4.   | Jequié                 | 14 | 9 | 4 | 2 | 3 | 8  | 8  | 0   |
|  | 5.   | Juazeirense            | 14 | 9 | 4 | 2 | 3 | 12 | 15 | -3  |
|  | 6.   | Jacobina               | 12 | 9 | 3 | 3 | 3 | 7  | 15 | -8  |
|  | 7.   | Atlético de Alagoinhas | 10 | 9 | 3 | 1 | 5 | 12 | 17 | -5  |
|  | 8.   | Jacuipense             | 9  | 9 | 3 | 0 | 6 | 8  | 13 | -5  |
|  | 9.   | Bahia de Feira         | 8  | 9 | 2 | 2 | 5 | 15 | 12 | +3  |
|  | 10.  | Itabuna                | 6  | 9 | 1 | 3 | 5 | 8  | 16 | -8  |

Legenda:
 Qualificato per la Seconda fase
      Ammesse alla Série D 2025.
      Retrocesse in Segunda Divisão 2025.
Note:
Tre punti a vittoria, uno a pareggio, zero a sconfitta.

### Seconda fase
|  | Semifinali | Semifinali   | Semifinali | Semifinali | Semifinali |  |  | Finale | Finale  | Finale | Finale | Finale |  |
|  |            |              |            |            |            |  |  |        |         |        |        |        |  |
|  | 3          | Barcelona-BA | 0          | 1          | 1          |  |  |        |         |        |        |        |  |
|  | 2          | Vitória      | 2          | 4          | 6          |  |  | 2      | Vitória | 3      | 1      | 4      |  |
|  | 4          | Jequié       | 0          | 1          | 1          |  |  | 1      | Bahia   | 2      | 1      | 3      |  |
|  | 1          | Bahia        | 1          | 4          | 5          |  |  |        |         |        |        |        |  |